# Station Bueil
Station Bueil is een spoorwegstation in de Franse gemeente Bueil.